# Филд, Сайрус Уэст
Сайрус Уэст Филд (30 ноября 1819, Стокбридж, Массачусетс — 12 июля 1892, Нью-Йорк) — американский предприниматель, организовавший прокладку первого трансатлантического кабеля.

## Биография
В пятнадцатилетнем возрасте стал клерком в кладовой галантерейного магазина компании «AT Stewart & Co.» в Нью-Йорке, где работал на протяжении трёх лет, вернувшись затем в Стокбридж; в 1838—1840 годах работал со своим братом Мэтью Дикинсоном Филдом на бумажной фабрике в городе Ли, Массачусетс; в 1840 году женился и занялся собственным бизнесом в области производства бумаги в Уэстфилде, Массачусетс, но почти сразу стал партнёром владельцев компании «E. Root & Co.», оптовых торговцев бумагой в Нью-Йорке, обанкротившихся год спустя. Вскоре после этого Филд вместе со своим шурином основал фирму «Cyrus W. Field & Co.» и к 1853 году накопил 250 000 долларов, погасил долги компании E. Root &Co и на время отошёл от активной предпринимательской деятельности, оставив фирме своё имя и 100 000 долларов. В том же году он путешествовал с художником Фредериком Е. Черчем по Южной Америке.
В 1854 году благодаря сведениям, полученным от своего брата Мэтью, инженера-строителя, Филд заинтересовался проектом Фредерика Ньютона Гисборна (1824—1892) по прокладке телеграфа через Ньюфаундленд, а затем идеей трансатлантического телеграфного кабеля (между Ньюфаундлендом и Ирландией), с которой обратился к Морзе и Мэтью Фонтейну Мори, главе Национальной обсерватории в Вашингтоне. Вместе с Питером Купером, Моисеем Тейлором (1806—1882), Маршалом Оуэном Робертсом (1814—1880) и Чендлером Уайтом он основал компанию «New York, Newfoundland & London Telegraph», которая приобрела более выгодный чартер, чем у Гисборна, и имела стартовый капитал в размере 1 500 000 долларов. Получив все осуществимые земельные права на американском берегу Атлантического океана, он и Джон Бретт, который к тому моменту стал его главным коллегой, обратились к сэру Чарльзу Брайту в Лондоне, и в декабре 1856 года в Великобритании ими была организована Атлантическая телеграфная компания; британским правительством ей был выделен грант в размере 14 000 фунтов стерлингов в год, который должен быть сокращён до 10 000 фунтов стерлингов в год, после того как кабели начнут приносить 6 % годовых дивидендов; аналогичные гранты были выданы правительством Соединённых Штатов. Неудачные попытки проложить кабель предпринимались в августе 1857 и в июне 1858 года; полностью кабель был проложен в период с 7 июля по 5 августа 1858 года; после этого сообщения какое-то время передавались, но в октябре кабель вышел из строя из-за поломки его электрической изоляции. Филд, однако, не покинул предприятие, и в итоге в июле 1866 года, после завершившейся неудачей попытки из-за обрыва кабеля на полпути в предыдущем 1865 году, был проложен новый кабель, а старый был извлечен со дна, отремонтирован и успешно введён в эксплуатацию.
От Конгресса Соединённых Штатов Филд в благодарность за свою работу получил в 1867 году золотую медаль, а также стал обладателем множества других наград как на родине, так и за рубежом. В 1870 году Филд основал общество по прокладке Тихоокеанского кабеля между США и Китаем, однако данная идея осталась нереализованной. В 1877 году выкупил контрольный пакет акций компании «New York Elevated Railroad», контролирующей линии Третьей и Девятой авеню, и в 1877—1880 годах был её президентом. Он работал с Джеем Гулдом на достройке Вабашской железной дороги и в период своей наибольшей активности в деле приобретения акций выкупил газеты «The New York Evening Express» и «The Mail», объединив их под названием «The Mail and Express» и управляя этим предприятием на протяжении шести лет. В 1879 году Филд понёс крупные финансовые потери из-за неудачных продаж Сэмюэлем Дж. Тилденом (во время нахождения Филда в Европе) «повышенных» акций, что привело к снижению их стоимости с 200 до 164 долларов; при этом Филд потерял намного больше денег в ходе так называемого «великого сжатия Манхэттена» 24 июня 1887 года, когда Джей Гулд и Рассел Сейдж, которые должны были быть его покровителями в попытке довести «повышенные» акции до 200 долларов за штуку, покинули его, и их цена упала с 156½ до 114 за полчаса. Последние пять лет жизни Филд прожил в относительной бедности в родном Стокбридже. Умер в Нью-Йорке.

## Память
В честь Филда назван пик Филда в Британской Колумбии, Канада. В свою очередь, в честь пика в 1912 году названа Fieldia — роющий червь из сланцев Бёрджес кембрийского периода.